# Rafael Perazza
Rafael Perazza es una localidad uruguaya ubicada en el departamento de San José.

## Ubicación
La localidad se encuentra ubicada al sur del departamento de San José sobre la ruta 1, a unos 72 km de Montevideo y 23 de San José de Mayo.

## Población
| 476           | 733 | 774 | 931 | 1235 | 1239 |
| (Fuente: INE) |     |     |     |      |      |

## Economía
La localidad es el centro de una importante región productora de papas, además de otros productos hortícolas. Posee en sus alrededores una planta procesadora de productos lácteos.